# Boris Smyslowsky
Boris Smyslowsky, Pseudonyme: Art(h)ur Holmston oder von Regenau (* 3. Dezember 1897 in Selenogorsk (russ. Зеленогорск, finnisch Terijoki); † 5. September 1988 in Vaduz), war ein russischer Adliger und Offizier. Seine Laufbahn  als Militärperson im Offiziersrang begann in der Kaiserlich Russischen Armee.
Smyslowsky war Kriegsteilnehmer im russischen Bürgerkrieg und in kollaborierenden Verbänden der deutschen Wehrmacht im Zweiten Weltkrieg.

## Wirken

### Zwischen den Weltkriegen
Seine militärische Karriere begann Boris Smyslowsky im Moskauer 1. Kadettenkorps. 1917 begann er eine Ausbildung an der Sankt Petersburger Zar Nikolai Militärakademie, die er aufgrund der beiden Russischen Revolutionen dieses Jahres und des nachfolgenden russischen Bürgerkrieges nicht beendete.
Im Bürgerkrieg beteiligte er sich auf Seiten der Weißgardisten. Unter anderem 1918 als Offizier in der Artillerie der Armee von General Denikin an Kämpfen am nordkaukasischen Fluss Kuban und auf der Halbinsel Krim teil. Als Stabskapitän der 3. Russischen Armee (russ. 3я. Русская Армия) leitete er 1920 die Spionageabteilung. Diese Armee war eine mehrerer, durch Emigranten aus Sowjetrussland 1920, im benachbarten, wieder unabhängigen Polen, aufgestellter militärischen Einheiten.
Nach der Niederlage im Bürgerkrieg blieb Smyslowsky als Emigrant zunächst in Polen. Zwischen 1928 und 1932 hielt er sich in Deutschland auf und organisierte Lehrgänge des Truppenamtes, dem Generalstab der deutschen Reichswehr der Weimarer Republik, zur Geheimhaltung.

### Sonderstab R
Im Zweiten Weltkrieg leitete Smyslowsky im Juli 1941 als Sonderführer (K) der Wehrmacht die Bildung einer Einheit zur Aufklärung durch die Wehrmacht. Dabei benutzte er anfänglich das Pseudonym Hauptmann von Regenau. Die ursprüngliche Bezeichnung der Einheit war „учебный русский батальон“ (russisches Lehrbataillon), die erste russische Freiwilligenformation der Wehrmacht.
1942 hieß die ausgebildete Einheit, die im Rücken der Roten Armee zur Aufklärung und Bekämpfung von Partisanen in den besetzten Gebieten der Sowjetunion zu operieren begann, auch Sonderstab R (R = Russland) oder auch Sonderdivision R. Smyslowsky leitete 12 Aufklärungsschulen für die militärische Agententätigkeit zur Partisanenbekämpfung im Zweiten Weltkrieg, in deren Folge mehrere 10.000 Emigranten, Kriegsgefangene und Überläufer der Roten Armee aus Mittel- und Osteuropa als kollaborierende Agenten aktiv eingesetzt wurden.

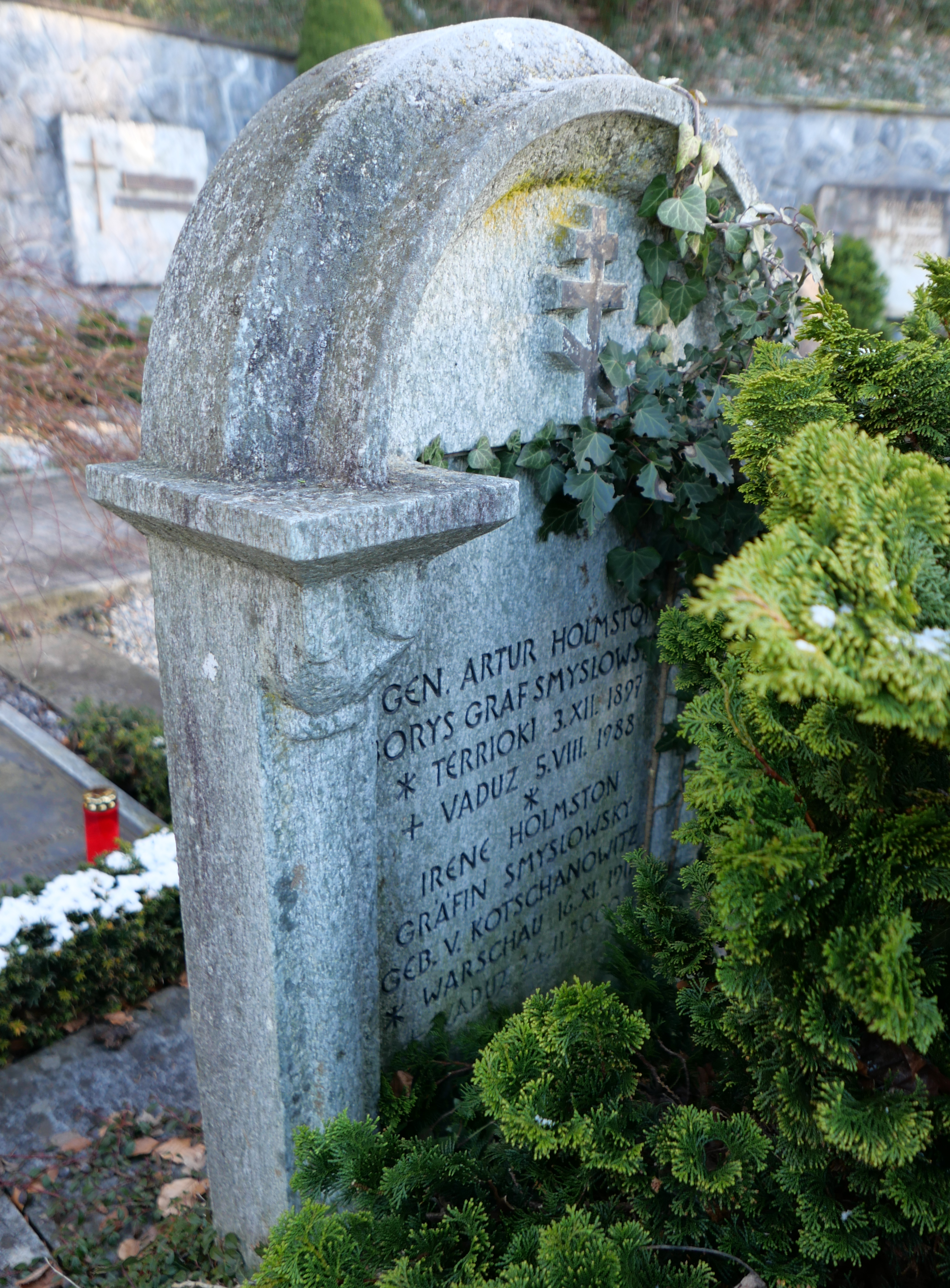
Smyslowskys Grab im Januar 2024

Ein letztes Umbenennen der Aufklärungseinheit, die sich aus Tarnungsgründen nach Smyslowskis schwedischen Onkel Art(h)ur Holmston auch Armee Holmston nannte, erfolgte 1945 in 1. Russische Nationalarmee. Laut der Russian Military Historical Society lautete ihre vorherige Bezeichnung Grüne Armee zur besonderen Verwendung.
Smyslowsky, inzwischen im Dienstrang eines Generalmajors der Wehrmacht, plante im Frühjahr 1945, um der Gefangennahme durch alliierte Truppen zu entgehen, die Flucht nach Liechtenstein. Am 3. Mai 1945 überquerte er mit einer etwa 500-köpfigen Mannschaft beim österreichischen Nofels am Schellenberg die Grenze zum Fürstentum Liechtenstein. Das Regierungsoberhaupt Franz Josef II., Fürst von und zu Liechtenstein, sowie die Regierung des Landes ignorierte ein Auslieferungsbegehren der UdSSR und gewährte Asyl. 1980 wurde in Erinnerung in der liechtensteinischen Gemeinde Schellenberg das Russen-Denkmal erstellt.
Eine Zahl der Opfer unter den Partisanenverbänden oder der Zivilbevölkerung des Baltikums, Polens und der UdSSR infolge seiner aufklärerischen Arbeit für die Wehrmacht wurde nie bekannt. Ebenso wurde er nie von einem Gericht unter Anklage gestellt.
Boris Smyslowsky verstarb am 5. September 1988 in Vaduz und fand auf dem dortigen Friedhof seine letzte Ruhestätte. In dem Grab wurde später auch seine dritte Ehefrau Irene, geb. v. Kotschanowitz (1911–2000), beigesetzt, die eine aus Polen stammende Künstlerin war.